# 天野尚
天野尚（日语：／，1954年7月18日—2015年8月4日），日本自行車選手，以及攝影師、設計師、水族作家，天野尚知名於自然水族造景創作，同時他也是日本水草精品製造商天野水族設計（Aqua Design Amano）的創辦人。

## 生平
新潟縣西蒲區出身，兒時因為跑去河邊抓魚而發現水草的生態效果，對自然生態產生濃厚興趣，中學後甚至還騎腳踏車到外縣市與東京等地探索，天野尚也因為單車基底不錯，19歲後因為訓練成績出色，開始了為期16年的職業自行車手生涯。
天野尚將薪水和比賽的獎金拿去支持攝影紀錄者的夢想，從1975年開始，他同時參觀了世界各地的熱帶雨林，走訪了亞馬遜、婆羅洲、西非的熱帶雨林和日本的原始森林，據他所述，在悶熱的晚上有聽演歌打發艱苦時間的嗜好，回日本後，投稿作品在專業雜誌上發表了風景照和文章。職業生涯退休後，他使用大畫幅相機拍攝了一系列以 "原生的大自然 "為主題的照片並逐漸出名。他酷愛超大尺寸的膠片，來捕捉到大自然的微小細節。
他保持兒時養魚的熱情以及母親詳盡紀錄的習慣，因此研製了添加二氧化碳進入水草缸的系統模擬生態，1982年，據此創立了天野水族設計（ADA）公司。他的公司在景觀作品闖出知名度後，生意大增，天野先生曾多次在國際上舉辦展覽和發表景觀，出版了很多造景技術相關的作品，在ADA總部自然水族畫廊中也展示自己設計的水族箱的佈局。
2015年，天野尚設計了里斯本海洋水族館的淡水展廳，這長達40米的景觀包含10000條不同原生物種的魚，也是世界上最大的原生態水族箱。完成後，它的大自然設計理念受到了全球有關同好的高度評價。同年8月，他因為肺炎病逝，這也成為了他的最後遺作。

## 作品與影響
他撰寫了著作集《Nature Aquarium World》的一到三集，以及出版了《Aquarium Plant Paradise》，還有他的ADA公司所出品的《自然世界》雜誌等，ADA身為自然造景的領頭羊，每年也會舉辦造景比賽並收錄至雜誌中，由他引入觀賞市場的物種多齒米蝦，在商業市場的俗名也以他的名字稱呼。